# Manipulations dans la main
Les manipulations dans la main (appelées en anglais in hand manipulations) se rapportent à l’habileté de tenir et de déplacer des objets dans une main, la préhension. Lors de ces manipulations, le pouce ainsi que les autres doigts sont utilisés afin de placer adéquatement les objets. Les manipulations dans la main sont essentielles lors de nombreuses activités de la vie quotidienne. En effet, ces manipulations permettent entre autres de tenir un crayon, de lacer des souliers ainsi que d’utiliser des couverts. Par ailleurs, ces manipulations sont considérées comme étant les habiletés les plus complexes relatives à la motricité fine. Plusieurs préalables au niveau moteur sont nécessaires afin qu’un enfant puisse manipuler un objet dans une main. Ainsi, l’enfant doit notamment avoir une certaine stabilité au niveau du poignet et être en mesure d’opposer son pouce aux autres doigts.
Les manipulations dans la main se divisent en trois grandes catégories : la translation, le transfert et la rotation. La stabilisation d’objets à l’intérieur de la main peut être requise lors de ces trois catégories de manipulations dans la main. Cette habileté se développe davantage vers l’âge de 6 ans, car elle est plus complexe à effectuer que les manipulations réalisées sans stabilisation d’objets à l’intérieur de la main.

## Translation
La translation se définit comme étant un mouvement linéaire permettant de déplacer des objets du bout des doigts à la paume ou de la paume au bout des doigts. Lors de ce type de manipulation, l’objet doit rester en contact constant avec le pouce et les autres doigts. La translation du bout des doigts à la paume de la main s’effectue approximativement vers 12 à 15 mois, alors que la translation de la paume au bout des doigts est plus complexe et commence à être utilisée vers l’âge de 2 à 2,5 ans. 

## Transfert
Le transfert est décrit comme étant le déplacement linéaire d’un objet avec le bout des doigts, ce qui favorise sa remise en place. Cette habileté se développe particulièrement vers l’âge de 3 à 3,5 ans. 

## Rotation
La rotation consiste à faire tourner un objet en maintenant le pouce en opposition avec les autres doigts. Cette catégorie peut se diviser en deux sous-catégories : la rotation simple et la rotation complexe. La rotation simple a pour but de faire tourner un objet avec un angle de 90 degrés et moins. Cette manipulation permet, par exemple, d’ajuster l’angle du crayon lors de l’écriture. Au cours de cette rotation, les doigts agissent comme étant une unité et le pouce demeure en opposition. La rotation complexe, quant à elle, consiste à faire tourner un objet avec un angle de 90 à 180 degrés, permettant par exemple de passer d’une extrémité à l’autre du crayon. Lors de cette manipulation, le pouce ainsi que les autres doigts s’alternent et les doigts bougent indépendamment les uns des autres. La rotation simple est utilisée plus tôt que la rotation complexe, soit vers l’âge de 2 à 2,5 ans, alors que la rotation complexe commence à être employée vers 2,5 à 3 ans. 